# Dynastes satanas
Dynastes satanas — жук из рода Dynastes семейства пластинчатоусые. Описан энтомологом Julius Moser по экземпляру из Боливии. Биология вида не изучена.

## Описание
Длина тела самцов: 50—115 мм; самок: 30—65 мм. Окраска тела чёрная. Нижняя сторона рога на переднеспинке самца густо покрыта рыжими волосками.
Жизненный цикл двухгодичный. Лёт имаго длится на протяжении короткого периода.

## Ареал
Эндемик Боливии, где обитает на горных возвышениях на высотах между 900—2200 метров н.у.м в провинции Юнга, Ла-Пас, и Кочабамба.

## Замечания по охране
Внесен в перечень насекомых экспорт, реэкспорт и импорт которых регулируется в соответствии с Конвенцией о международной торговле видами дикой фауны и флоры, находящимися под угрозой исчезновения (СИТЕС).